# Emilia (esposa de Pompeyo)
Emilia —en latín: Aemilia— (c. 100 a. C.-Roma, 82 a. C.) fue una dama romana del siglo I a. C., hija de Marco Emilio Escauro y de su segunda esposa, Cecilia Metela.

## Biografía
En el momento de su nacimiento, Escauro tenía alrededor de setenta años y, como princeps senatus —el principal del Senado—, era uno de los políticos más importantes de Roma. Después de la muerte de su padre, Emilia fue criada por el segundo esposo de su madre, Sila, quien se hizo cargo de su educación y fortuna.
Sila también utilizó a su hijastra para sus alianzas políticas. En 82 a. C., Emilia estaba casada y embarazada de Manio Acilio Glabrión que se atrevió a criticar claramente la conducta dictatorial de su suegro. Sila, enfadado, forzó el divorcio de la pareja. Inmediatamente después, mientras aún estaba embarazada de su primer marido, Sila arregló que Emilia pudiese casarse con Pompeyo, quien, a su vez, tuvo que repudiar antes a su primera esposa, Antistia. Este matrimonio impulsó la carrera política de Pompeyo, porque Emilia era patricia y estaba emparentada con destacadas familias, mientras que él procedía de una familia de reciente estatus senatorial. Sin embargo, Emilia murió poco después al dar a luz.